# 아모리 바실리
아모리 바실리(Amaury Vassili, 1989년 6월 8일)는 프랑스의 테너 가수이다.
아모리 바실리의 2009년 데뷔 앨범 Vincero는 프랑스에서 200,000 이상을 판매(더블 플래티넘)하고, 캐나다, 남아프리카 공화국, 대한민국 등에서 발매하여 국제적인 성공을 거두었다.
그는 Eurovision Song Contest 2011에 프랑스 대표로 참가하였다.